# Estación Bartolomé Mitre
Bartolomé Mitre es una estación ferroviaria ubicada en la localidad de Olivos, partido de Vicente López, provincia de Buenos Aires, Argentina.

## Servicios
Es la estación terminal del servicio eléctrico metropolitano de la Línea Mitre que se presta entre esta y Retiro.
Desde esta terminal se combina con la Estación Avenida Maipú del Tren de la Costa, mediante un puente sobre la avenida homónima a la estación.

## Historia
En 1887 el presidente de la nación, el Dr. Miguel Juárez Celman, le otorgó a Emilio Nouguier la concesión de un ramal ferroviario a construir entre la estación Belgrano R (Ferrocarril de Buenos Aires a Rosario) y el pueblo de Las Conchas (Tigre). La nueva empresa se denominó «Compañía Nacional de Ferrocarriles Pobladores» y su primera función consistió en adquirir tierras alrededor de las futuras estaciones para posteriormente realizar el loteo y remate de las mismas. Sin embargo, hacia fines de 1889 se detuvieron los trabajos de construcción ante las dificultades que tenía la empresa para obtener créditos y el ramal termina pasando a manos del Ferrocarril de Buenos Aires a Rosario. La primera sección, conformada por las estaciones Coghlan, Luis María Saavedra, Florida y Bartolomé Mitre, se inauguró el 1 de febrero de 1891.
Ese mismo año (1891) el servicio fue extendido a San Isidro y dos años después alcanzaba San Fernando. El tendido de rieles concluyó en 1896, cuando fue librada al servicio público la estación Tigre R (Delta).
El 29 de octubre de 1961, durante la presidencia de Arturo Frondizi y con todos los ferrocarriles ya bajo la administración de la empresa estatal Ferrocarriles Argentinos, se decidió la clausura del tramo Borges-Delta bajo el rótulo de ramal «antieconómico» por pasar a escasa distancia del ramal Retiro-Tigre, tradicionalmente mucho más utilizado. A partir de entonces, el denominado «Tren del Bajo» permaneció abandonado durante más de treinta años, funcionando la estación Bartolomé Mitre como punta de riel del servicio.
En 1989, durante el gobierno de Carlos Menem, en el marco del proceso denominado Reforma del Estado, la empresa Ferrocarriles Argentinos llamó a una licitación pública nacional e internacional para la rehabilitación del servicio ferroviario en el sector comprendido entre las estaciones "Mitre II» (hoy Maipú) y Delta, incluyendo la operación del servicio, la ejecución de un proyecto arquitectónico y urbanístico destinado a recuperar los edificios y predios incluidos dentro del mencionado ramal y la explotación comercial de los mismos.

## Imágenes

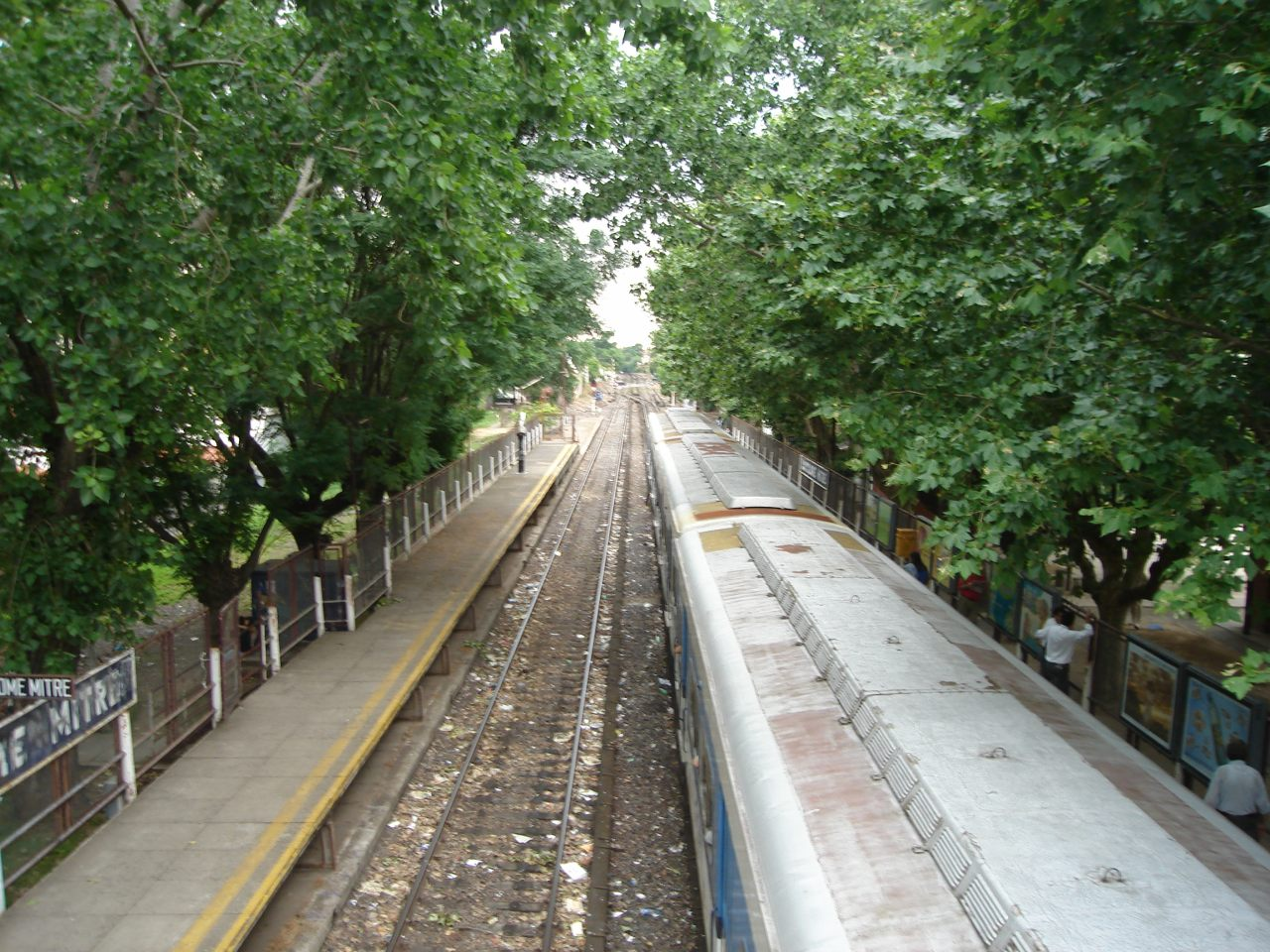
Tren eléctrico detenido en la estación.
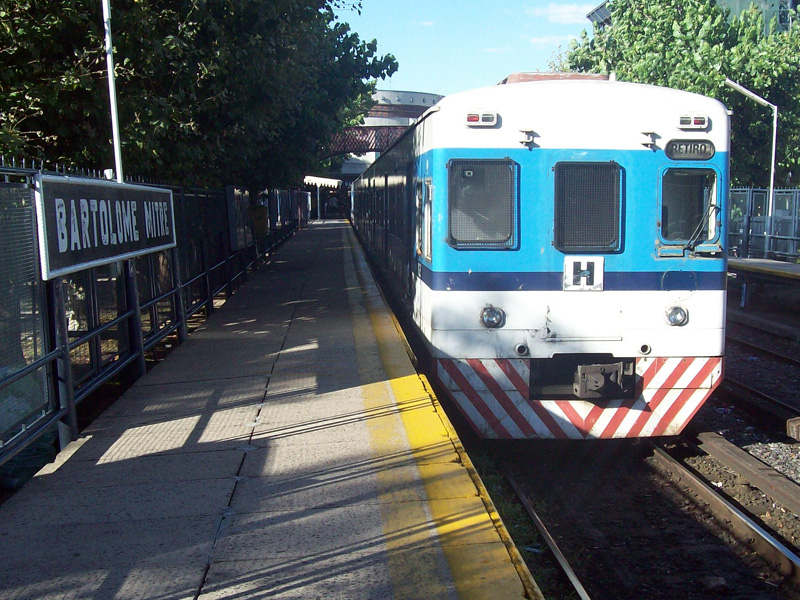
Tren eléctrico Toshiba a punto de partir a Retiro. (2010)
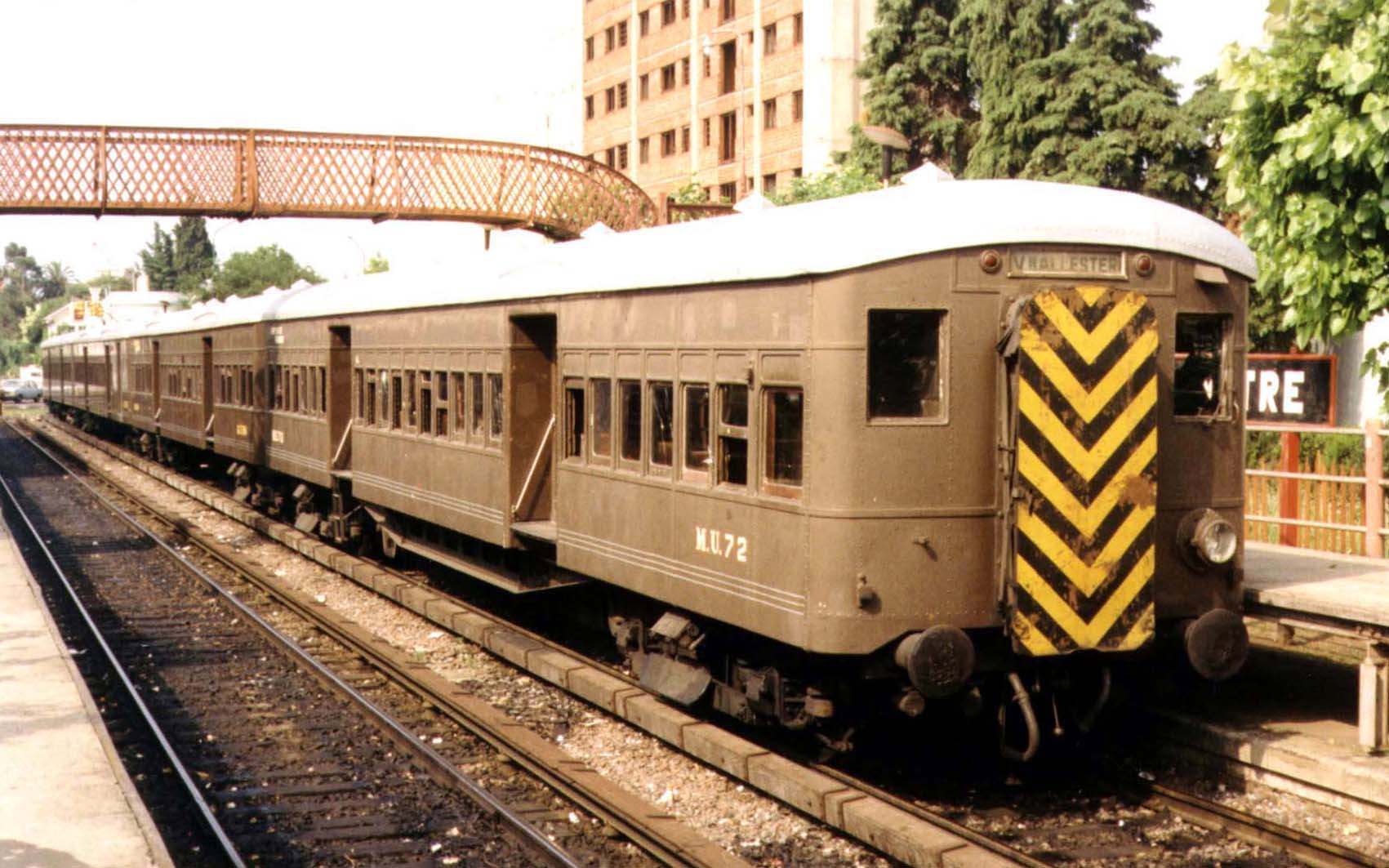
Una formación de tren eléctrico Metropolitan Vickers, de origen inglés, detenida en la estación. (1990)